# Poltys acuminatus
Poltys acuminatus là một loài nhện trong họ Araneidae.
Loài này thuộc chi Poltys. Poltys acuminatus được Tord Tamerlan Teodor Thorell miêu tả năm 1898.